# 皮索河
皮索河（法語：Puiseaux，法語發音：[pɥizo]）是法国中央-盧瓦爾河谷大區卢瓦雷省的河流，是卢万河的左支流，长37千米，发源自莱舒，于蒙塔日流入卢万河（经布里亚尔运河）。